# Нина Крстић
Нина Крстић (Светозарево, 16. фебруар 1965) српска је историчарка уметности, ликовна критичарка и музејска саветница. Ужа област стручног деловања је музеолошка контекстуализација дела маргиналне уметности. Организаторка је и ауторка првих изложби, каталога и монографија о уметницима маргиналне уметности у Србији.

## Биографија
Дипломирала је 1988. године на катедри за историју уметности на Филозофском факултету у Београду. У Музеју наивне и маргиналне уметности у Јагодини радила од 1989. до 2021. године. Стручно звање више кустоскиње добија 1997. године, a 2006. постаје музејска саветница.
Чланица је Друштва историчара уметности од 1989; Музеолошког друштва Србије од 1990. године; ICOM/a од 1990. године; Mеђународне
асоцијације ликовних критичара AICA од 2001. године; 1997-2010, чланица стручног жирија IN SITA - међународног тријенала у Братислави; 1997-2019, чланица стручног жирија бијенала и тријенала у организацији МНМУ; 2017. Чланица стручног жирија за избор изложбеног пројекта који је представљао Србију на 57. бијеналу савремене уметности у Венецији.
Од 2018. године докторанда је на катедри за историју уметности на Филозофском факултету у Београду, од 2012. сарадница САНУ, а од 2021. у редакцији је Азбучника ликовних уметности САНУ.

## Област професионалног деловања
Основна област интересовања је контекстуализација дела уметника ван доминантне културе - маргиналне уметности. Почев од 1990. године бави се истраживањем маргиналне уметности и у оквиру међународне сарадње, те 2001. проширује делатност Музеја наивне уметности у Јагодини. Организаторка и ауторка је првих изложби уметности „аутсајдера“ у Србији и иностранству почев од 1990. године, приредила је више од 300 изложби у земљи и иностранству. Од 1990. објављује есеје, студије и осврте на изложбе у домаћим и иностраним ликовним часописима (Ликовни живот, Земун, Le Arte Naive, Regio Emilija, Raw Vision, Лондон итд).
Ауторка је првих монографија и каталога о маргиналној уметности Србије. Уредница је свих штампаних и електронских издања Музеја наивне и маргиналане уметности у Јагодини почев од 2001. до 2021. године. Од 2001. сарађивала на укључивању уметника са аутизмом и Дауновим синдромом у оквиру међународних изложбених пројеката (IN SITA, тријенале у Братислави). Иницијаторка је оснивања Салона Ото Бихаљи-Мерин (2013) у Београду, као истраживачког центра у знак сећања на личност и дело Ото Бихаљи-Мерина; 2015. иницирала је оснивање специјализованог ликовног листа МНМУарт. 

## Презентације, предавања, трибине (избор)
- 1997, 2000, 2007, 2010. презентација и селекција дела из Србије на тријеналу IN SITA у Братислави
- 2004.

, , , Швајцарска
- 2007-2015. Наивна и маргинална уметност Србије, ауторка изложбе и презентације (Беч, Будимпешта, Братислава, Валета, Милано, Париз, Праг, Софија).
- 2012.

, Фондација Картије, Париз
- 2013, 2015, 2017.

, Париз
- 2013, 2015, 2017, 2018.

Културни центар Србије, Париз
- 2014.

Емерик Фејеш и Бајка о градовима, Салон ОБМ Београд, презентација
Научна трибина о Кичу и популарној култури, Друштво историчара уметности, Москва
- 2015.

Научна трибина Outsider Art, Casale del Monferrato, Teatro Municipale, Милано
Уметност у духовном егзилу, Велика галерија Дома војске, Београд
- 2016.

Сава Секулић Самоук, промоција књиге,  Салон ОБМ, Београд
Сава Секулић Самоук, Филмфорум, СКЦ, Београд
- 2017.

Турбуленције на Балкану, Halle Saint Pierre, Париз, презентација
Меморијал посвећен Нек Чанду, Rock Garden, Чандигар, Индија
- 2018.

Ото Бихаљи –Мерин и градитељи модерне мисли, Кућа легата, Београд, Салон ОБМ,
Редефинисање музеја, ICOM и Артис центар, учешће у трибини, Салон ОБМ Београд,
Музеј и комуникација, Артис центар, Београд
Конференција Outsider Art у Casa dell’ Art Brut, Mairano di Casteggio, Милано
Нек Чанд и Стеновити врт, Београд, ауторка филма, РТС 2
- 2020. МНМУ – лабораторија креативности 1960-2020, уредница 21 онлајн изложбе